# Chính trị Pháp
Chính trị của Pháp nằm trong khuôn khổ của một hệ thống bán tổng thống được xác định bởi Hiến pháp Pháp của Cộng hòa thứ năm của Pháp. Quốc gia này tuyên bố mình là một " Cộng hòa không thể chia cắt, thế tục, dân chủ và xã hội". Hiến pháp quy định sự phân chia quyền lực và tuyên bố "sự gắn bó với quyền của con người và các nguyên tắc chủ quyền quốc gia theo quy định của Tuyên bố năm 1789 ".
Hệ thống chính trị của Pháp bao gồm một nhánh hành pháp, một nhánh lập pháp và một nhánh tư pháp. Quyền hành pháp được thực thi bởi Tổng thống Cộng hòa và Chính phủ. Chính phủ bao gồm Thủ tướng và các bộ trưởng. Thủ tướng được Tổng thống bổ nhiệm, và chịu trách nhiệm trước Quốc hội. Chính phủ, bao gồm cả Thủ tướng, có thể bị Quốc hội, Hạ viện của Quốc hội cách chức, thông qua một "động thái kiểm duyệt"; điều này đảm bảo rằng Thủ tướng luôn được đa số hạ viện ủng hộ (trong hầu hết các chủ đề, có quyền hơn so với thượng viện).
Quốc hội bao gồm Quốc hội và Thượng viện. Nó thông qua các đạo luật và bỏ phiếu về ngân sách; nó kiểm soát hành động của nhà điều hành thông qua việc đặt câu hỏi chính thức trên sàn nhà của Quốc hội và bằng cách thiết lập các ủy ban điều tra. Tính hợp hiến của các đạo luật được kiểm tra bởi Hội đồng Hiến pháp, các thành viên được bổ nhiệm bởi Tổng thống Cộng hòa, Chủ tịch Quốc hội và Chủ tịch Thượng viện. Cựu tổng thống của Cộng hòa cũng là thành viên của Hội đồng.
Tư pháp độc lập tại Pháp dựa trên hệ thống luật dân sự phát triển từ bộ luật Napoleon. Nó được chia thành các chi nhánh tư pháp (đối phó với pháp luật dân sự và pháp luật tố tụng hình sự) và chi nhánh hành chính (đối phó với lời kêu gọi chống lại quyết định giám đốc điều hành), mỗi tòa án của riêng mình độc lập tối cao kháng nghị: các Tòa án cấp giám đốc thẩm đối với các tòa án tư pháp và Conseil d'Etat cho các tòa án hành chính. Chính phủ Pháp bao gồm nhiều cơ quan khác nhau kiểm tra sự lạm dụng quyền lực và các cơ quan độc lập.
Pháp là một quốc gia đơn nhất. Tuy nhiên, các phân khu hành chính của nó, các khu vực, sở và xã của bang Haiti có nhiều chức năng pháp lý khác nhau và chính phủ quốc gia bị cấm xâm nhập vào các hoạt động bình thường của các phân khu này.
Pháp là thành viên sáng lập của Cộng đồng than và thép châu Âu, sau này là Liên minh châu Âu. Do đó, Pháp đã chuyển một phần chủ quyền của mình sang các thể chế châu Âu, theo quy định của hiến pháp. Chính phủ Pháp do đó phải tuân thủ các hiệp ước, chỉ thị và quy định của Liên minh châu Âu.
Economist Intelligence Unit đã mô tả Pháp là một " nền dân chủ đầy đủ " vào năm 2019.